# Sólymos Gyula
Sólymos Gyula (Pécs, 1940. június 6. – Pécs, 2025. augusztus 16.) többszörösen kitüntetett pécsi '56-os forradalmár. Pécsen született, apja korai halála után Kárászon élt, majd családjával újra Pécsre költöztek. Két gyermeke van, Csilla és Gyula.

## Életrajza
Városi értelmiségi családba született, édesapja forgalmi adótiszt volt Pécsen, majd a második világháborúban a Magyar Honvédség hadnagya volt.Ő magyarosította eredetileg "sváb" családnevüket Schubert-ről Sólymosra még 1926-ban. Alig ismerhette, 1944-ben a lengyel fronton elhunyt.
Tanulmányait számos iskolában, köztük a pécsi Ciszterci Rend Nagy Lajos Gimnáziumában végezte, elkezdte Pécsen az egyik ipari iskolát is, itt érte a forradalom. Az érettségit már csak a rá kiszabott börtönbüntetés letöltését követően tudta letenni.
16 éves korában résztvevője volt a pécsi 1956-os eseményeknek, de igazán csak az 1957-es “Márciusban újrakezdjük” mozgalomban vállalt vezető szerepet. 
Az ő nevéhez fűződött a “MÚK” szigeti csoportjának megszervezése.
23 fiatalkorú társával együtt tervezték a Mecseki láthatatlanok újraszervezését, a forradalom újbóli folytatását és a bebörtönzött pécsi forradalmárok kiszabadítását a megyei börtönből. Akciójukhoz a Mecseken elrejtett fegyverek beszerzését, fegyveres csoportok felállítását, az abaligeti rendőrség és az A/1-es laktanya megtámadását is tervbe vették. A csoportot árulás miatt letartóztatták, vezetőjüket, Petrus Józsefet halálra ítélték, és 1958 március 5-én kivégezték. Sólymos az elfogás elől megpróbált Németországba disszidálni, de a határ közelében Kastélyosdombó magasságában elfogták. 
A harmadrendű vádlottat, az ekkor mindössze 17 éves Sólymos Gyulát a forradalmat követően elsőfokon 14-, jogerősen 10 év börtönbüntetésre ítélték. Büntetését Vácon és Sátoraljaújhelyen töltötte. A börtönben tanult meg németül.
Hat és fél év után, az 1963-ban szabadult. Miután kiengedték, évtizedeken keresztül sorozatos ellenőrzéseknek és megfigyelésnek vetették alá. Minden év március 15-e, és október 23-a előtt jelentkeznie kellett a rendőrségen. 
Tevékenységéért a rendszerváltozást követően több rangos kitüntetésben is részesült.
1997. október 23-án tevékenységéért a Magyar Köztársasági Érdemrend kiskeresztjével tüntették ki.
1997 decembere és 2001 novembere között a POFOSZ baranyai szervezetének elnöke.
1998-ban az MDF Baranya megyei listájának 8. helyén szerepelt.
2000. augusztus 20-án a forradalmi tevékenységéért a "Demokratikus Magyarország honvédelmének megteremtése és erősítése érdekében végzett kimagasló munkájának elismeréseként" Minisztériumi Emlékplakettet adományozott neki Homoki János, a Honvédelmi Minisztérium politikai államtitkára.
2016-ban Pécsett a magyar nemzet függetlenségéért vívott küzdelmek elismeréseként emlékéremmel díjazták.
2024. október 23-án Pécs polgármestere "Szabadság-díjjal" tüntette ki.
2025. augusztus 15-én Pécsett hunyt el.